# Амблер, Тим
Тим Амблер — британский организационный теоретик, автор и академик в области эффективности маркетинга. Амблер показал в списке маркетинга 100 самых влиятельных фигур в отрасли. Он цитируется Чартерным Институтом Маркетинга как один из 50 лучших экспертов по маркетингу в мире. Будучи маркетинговым директором IDV UK в 1970-1980-х годах, он стоял за успехом таких брендов как Baileys, Malibu и Smirnoff. Позднее, в 1995-2005 годах, Амблер работал старшим научным сотрудником Лондонской школы бизнеса, где занимался исследованиями маркетинговых метрик, а затем сотрудничал с Институтом Адама Смита, публикуя работы по регулированию и деятельности правительства.

### Жизнь и карьера
Амблер получил образование в Оксфордском университете (магистр математики) и Школы менеджмента MIT Sloan (SM в маркетинге).
Будучи директором по маркетингу международных дистилляторов и виноторговцев (IDV), он был связан с разработкой ирландского крема Бейли, Le Piat d’Or, Vodka Smirnoff и Croft Sherry. Совсем недавно он занимал общую международную маркетинговую ответственность за IDV и работал в США, Канаде, Африке и развивающихся рынках.
Его предыдущие работы были связаны с международным маркетингом, особенное внимание он уделял Китаю. С 2001 года Амблер изучил правительственные постановления ЕС и Великобритании. Публикации включают в себя 6 ежегодных аудиторских проверок, опубликованных Британскими торговыми палатами (совместно с Фрэнсисом Читтенденом).
Он был старшим научным сотрудником, а затем почётным старшим научным сотрудником в области маркетинга в Лондонской школе бизнеса и изучал и писал статьи и книги по эффективности маркетинга.
C 2015 года старший научный сотрудник Института Адама Смита. После выхода на пенсию Тим сочинял церковную музыку, исполнявшуюся во многих местах, включая Вестминстерский собор.
Скончался 3 августа 2024 года.

### Ключевые идеи
Его книги включают в себя «Маркетинг» и «Нижняя линия» (Prentice Hall, 2nd Edition 2003), «Ведение бизнеса в Китае» (с Morgen Witzel и Chao Xi, Routledge, 3-е издание 2009) и The Lucky Marketeer (Quiller Press, 2014).
Институт Адама Смита опубликовал серию отчётов Амблера о дерегулировании
Институт маркетинговых исследований Америки опубликовал результаты обширного исследования Амблера по изучению использования маркетинговых показателей в Великобритании и Испании. Впоследствии они опубликовали исследование панелей мониторинга и маркетинга.
Амблер был редактором и автором специального выпуска по маркетинговому анализу журнала маркетинга.